# A Romance of the Coast
A Romance of the Coast è un cortometraggio muto del 1912. Il nome del regista non viene riportato nei credit del film prodotto dalla Lubin.

## Produzione
Il film fu prodotto dalla Lubin Manufacturing Company. Venne girato a Cape Cottage, nel Maine.

## Distribuzione
Distribuito dalla General Film Company, il cortometraggio uscì nelle sale USA nel 1912.